# Célestine Ketcha Courtès
Celestine Ketcha Courtes (sinh ngày 13 tháng 10 năm 1964) là một chính trị gia người Cameroon là thị trưởng của Bangangté và là chủ tịch của Mạng Phụ nữ được bầu cử chức vụ tại địa phương châu Phi (tiếng Pháp, Réseau des Femmes Elues Locales d’Afrique, thường được gọi là REFELA).

## Sự nghiệp
Courtès làm việc như một giám đốc bán hàng và tiếp thị cho Dimenteries du Cameroun. Bà đã tham gia Phong trào Dân chủ Nhân dân Cameroon do sự ngưỡng mộ với Tổng thống Paul Biya và trở thành chủ tịch của tổ chức phụ nữ OFRDPC.
Courtès được bầu làm thị trưởng của bang Bangangté trong phân khu Ndé khu vực phía Tây năm 2007. Bà là được xem là nữ hoàng của Bangangté và Bangoulap. Bà cũng từng là Phó Chủ tịch Hiệp hội Trợ giúp và Phát triển Thành phố, Chủ tịch của Panthère du Ndé, Đại sứ Các nước châu Phi nói tiếng Pháp trong Các nhóm làm việc của Liên minh Châu Âu về cấu trúc đối thoại về viện trợ.
Courtès thành lập một doanh nghiệp mang tên Queen Fish Cameroon, nhằm tìm cách phá vỡ sự độc quyền của Congelcam. Sau cái chết của mẹ bà, bà đã thiết lập một quỹ từ thiện tưởng nhớ của mình mang tên "La Case à la Table Ouverte de Maman Pauline." Vào tháng 6 năm 2014, bà đã nhận được Giải thưởng Dịch vụ Công cộng của Liên Hợp Quốc trong một buổi lễ tại Seoul vì hoạt động nhân đạo của mình cho một dự án nhằm cung cấp nước uống cho tất cả cư dân Bangangté, đáp ứng các Mục tiêu Phát triển Thiên niên kỷ.
Vào tháng 7 năm 2011, một vụ kiện đã được đưa ra bởi anh em họ của Courtès, một cổ đông của công ty, với cáo buộc bất thường trong hoạt động kinh doanh của bà. Bà đã bị Tòa án quận Wouri kết án một năm tù với án phạt ba năm sau khi bị kết tội giả mạo và lạm dụng tài sản xã hội và tín dụng. Bà cũng được lệnh phải trả khoản tiền phạt 15 triệu CFA. Vào ngày 8 tháng 1 năm 2015, Tòa phúc thẩm đã giữ nguyên phán quyết của tòa án quận nhưng đã giảm án xuống mức phạt 167,100 Cfa và 9 tháng tù giam. Vụ án đang được kháng cáo lên Tòa án Tối cao.
Vào cuối nhiệm kỳ thị trưởng năm 2013, Courtès là ứng cử viên của Quốc hội và bị chỉ trích vì giữ quốc tịch kép ở một quốc gia không công nhận và bỏ phiếu trong các cuộc bầu cử ở Pháp. Bà được bầu lại làm thị trưởng vào tháng 9 năm 2013 với một nhiệm kỳ khác đến năm 2018, nhưng đã phải đối mặt với sự chỉ trích về khả năng lãnh đạo của mình, cũng như ca ngợi như một hình mẫu lãnh đạo ở châu Phi trong cuộc đấu tranh vì bình đẳng. Vào tháng 4 năm 2015, bà là một trong ba người được đề cử cho Giải thưởng Jose Eduardo dos Santos với giải Giải thưởng Thị trưởng Châu Phi, hạng mục thành phố nhỏ.
Ngày 01 tháng 12 năm 2015, Courtes trở thành chủ tịch của Mạng lưới phụ nữ được bầu cử các chức vụ tại địa phương châu Phi, đại diện cho khu vực Trung Phi, thay thế Mauritian Fatimatou Abdel Malick. Mạng lưới được hình thành tại Tangier vào tháng 3 năm 2011, tập hợp những phụ nữ được bầu vào các vị trí chính quyền địa phương. Trước đây, bà đã chủ trì tiểu vùng Trung Phi và tạo ra các bộ máy quốc gia ở Chad, Gabon, Cộng hòa Dân chủ Congo và Cộng hòa Trung Phi.
Courtès là bạn thân của Anne Hidalgo, thị trưởng Paris. Vào tháng 1 năm 2016, bà đã nhận được một phái đoàn Đại sứ quán Hoa Kỳ do Cán bộ Văn hóa Merlyn Schultz dẫn đầu, người đã chúc mừng bà về "sự lãnh đạo gương mẫu" của mình. Sau đó vào năm 2016, Courtès là một trong một trăm thị trưởng được Tổng thư ký Liên Hợp Quốc Ban Ki-moon mời đóng góp cho một chương trình nghị sự đô thị mới trước Hội nghị thượng đỉnh Habitat III ở Quito. Bà cũng tham gia Hội nghị Thay đổi Khí hậu của Liên Hợp Quốc năm 2016 tại Morocco.